# TM 31-210 Improvised Munitions Handbook
TM 31-210 Improvised Munitions Handbook – 256-stronicowy podręcznik techniczny Armii Stanów Zjednoczonych przeznaczony dla Sił Specjalnych Armii Stanów Zjednoczonych. Po raz pierwszy opublikowany w 1969 przez Departament Armii.
Podobnie jak wiele innych amerykańskich podręczników wojskowych dotyczących improwizowanych urządzeń wybuchowych (IED) i niekonwencjonalnych działań wojennych, został on odtajniony i udostępniony publicznie na mocy przepisów, takich jak Ustawa o Wolności Informacji (FOIA).
Podręcznik wyjaśnia, w jaki sposób w operacjach wojny niekonwencjonalnej użycie konwencjonalnej amunicji wojskowej jako narzędzi podczas prowadzenia niektórych misji może być niemożliwe lub nierozsądne; z tego powodu podręcznik zawiera instrukcje dotyczące wytwarzania różnego rodzaju amunicji z lokalnie dostępnych lub niepozornych materiałów.
Podręcznik zasłynął także z cytowania go w różnych wiadomościach po przejęciu go od osób podejrzanych o planowanie działań partyzanckich lub aktów terroryzmu.
Podręcznik stanowi jedno z najlepszych oficjalnych źródeł informacji na temat produkcji improwizowanych urządzeń wybuchowych (IED), a część opisanej w nim broni została użyta przeciwko oddziałom amerykańskim przez obce wojska. Na przykład pułapka typu „granat ręczny w puszce” została użyta przeciwko żołnierzom amerykańskim w Wietnamie. Ponadto podręcznik odnaleziono w wielu opuszczonych kryjówkach różnych grup islamistycznych, m.in. w Kabulu, Mazar-e Sharif i Kandaharze (Afganistan), a także w zniszczonych obozach szkoleniowych. 
Podręcznik TM 31-210 był przedmiotem rozważań dotyczących konsekwencji łatwego publicznego dostępu do informacji na temat rzemieślniczego wytwarzania broni i materiałów wybuchowych.
O instrukcji TM 31-210 wspominano także w publikacjach naukowych, służąc jako odniesienie do prac z zakresu balistyki, dochodzenia kryminalistyczne, inżynierii bezpieczeństwa i przeciwdziałanie terroryzmowi.

## Sekcje
Podręcznik TM 31-210 składa się z siedmiu głównych rozdziałów:
- Materiały wybuchowe i materiały pędne (w tym zapalniki)
- Miny i granaty
- Broń strzelecka i Amunicja
- Moździerze i rakiety
- Urządzenia zapalające
- Zapalniki, detonatory i mechanizmy opóźniające
- Inne

W dziale „Inne” zajęto się produkcją różnego rodzaju mechanizmów spustowych (ciśnieniowych, zwalniających ciśnienie, trakcyjnych itp.), prowizorycznych wag precyzyjnych, akumulatorów elektrycznych, prowizorycznych barykad kuloodpornych i nie tylko. Podręcznik kończą dwa dodatki, które w skrócie opisują właściwości niektórych pierwotnych i wtórnych materiałów wybuchowych.

## Kultura popularna
Instrukcja TM 31-210 pojawiła się jako „easter egg” w filmie animowanym z 1995 „Toy Story”. W scenie, w której Woody jest uwięziony pod niebieskim plastikowym pudełkiem w sypialni Sida, za nim widać dokument zatytułowany „TM 31-210 Improvised Interrogation Handbook” (Improwizowany Podręcznik Przesłuchań TM 31-210), co stanowi wyraźne odniesienie do rzeczywistego dokumentu.